# Врата рая
«Врата рая» (англ. Heaven's Gate) — американский художественный фильм в жанре вестерн режиссёра Майкла Чимино с Крисом Кристофферсоном и Кристофером Уокеном в главных ролях, вышедший в 1980 году. Сценарий картины частично основан на реальных событиях.
Считается одним из самых крупных кассовых провалов в истории Голливуда. Однако спустя тридцать лет после премьеры фильм встретили овациями, а его провал считают величайшей несправедливостью в истории кинематографа.

## Сюжет
В основе фильма — «война округа Джонсон», столкновение, произошедшее в Вайоминге в 1890 году. В округе Джонсон шериф Джеймс Эверилл пытается защитить интересы европейских иммигрантов-фермеров от посягательств богатых землевладельцев, которые нанимают Натана Чампиона для устрашения поселенцев. Начинается вооружённый конфликт между наёмниками землевладельцев и фермерами, пытающимися построить новую жизнь на американской границе, который достигает апофеоза в жестоком сражении. И только регулярная армия сможет остановить кровопролитие.

## В ролях
- Крис Кристофферсон — шериф Джеймс Эверилл
- Кристофер Уокен — Натан Чампион
- Джон Хёрт — Билли Ирвин
- Сэм Уотерстон — Фрэнк Кантон
- Брэд Дуриф — мистер Эгглестон
- Изабель Юппер — Элла Уотсон
- Джозеф Коттен — Преподобный
- Джефф Бриджес — Джон Л. Бриджес
- Ронни Хоукинс — майор Уолкотт
- Пол Косло — мэр Чарли Лежак
- Джеффри Льюис — траппер Фред
- Ричард Мазур — простак
- Рози Велла — прекрасная девушка
- Терри О’Куин — капитан Минарди
- Микки Рурк — Ник Рэй
- Уиллем Дефо — мужчина
- Робин Бартлетт — миссис Лежак
- Том Нунен — Джейк

## Съёмочная группа
- Сценарист и режиссёр: Майкл Чимино
- Продюсер: Джоан Карелли
- Оператор: Вилмош Жигмонд
- Композитор: Дэвид Мэнсфилд
- Монтажёры: Лиза Фрухтман, Джеральд Гринберг, Уильям Рейнольдс и Том Рольф
- Художники-постановщики: Тамби Ларсен
- Художники по декорациям: Джеймс Берке и Джози МакАвин
- Художник по костюмам: Аллен Хайфилл

## Награды и номинации
Полный список наград и номинаций на сайте IMDb.

### Награды
- 1982 «Золотая малина»
  - Худший режиссёр (Майкл Чимино)

### Номинации
- 1981 Каннский кинофестиваль
  - фильм участник основного конкурсного показа (Майкл Чимино)
- 1982 «Золотая малина»
  - Худший фильм (Джоан Карелли)
  - Худший сценарий (Майкл Чимино)
  - Худшая музыка (Дэвид Мэнсфилд)
  - Худший актёр (Крис Кристофферсон)
- 1982 «Оскар»
  - Лучшая работа художника-постановщика и художника по декорациям (Тамби Ларсен и Джеймс Берке)

## Критика
Фильм (первоначально 5-часовой, для съёмок которого режиссёр Майкл Чимино значительно вышел из планированного бюджета; сокращён почти вдвое) был воспринят публикой и критикой резко отрицательно и снят с проката через неделю. Винсент Кэнби в «Нью-Йорк таймс» писал: «Безусловный провал картины наводит на мысль о том, что ради успеха „Охотника на оленей“ Чимино запродал душу дьяволу, а теперь, когда замаячили „Врата рая“, тот вернулся, чтобы забрать то, что ему причиталось», и подытожил — «безоговорочная катастрофа». Студия United Artists после выхода фильма понесла огромные убытки и вскоре прекратила самостоятельное существование, долгое время не выпуская заметных картин. Хотя режиссёр Майкл Чимино считался одним из лучших режиссёров Голливуда (его предыдущий фильм «Охотник на оленей» имел колоссальный успех и получил 5 «Оскаров»), неудача этого фильма, наряду с некоторыми другими фильмами, стала причиной того, что голливудские студии стали жёстче регулировать производство кинокартин и давать меньше независимости режиссёрам.

### Новейшая история фильма
В 2012 году фильм был повторно реализован в виде 216-минутной режиссёрской версии на 69-м кинофестивале в Венеции. Директор венецианского фестиваля характеризовал фильм как «абсолютный шедевр», а версию фильма 1980 года назвал «резнёй нервных продюсеров» и охарактеризовал то, что тогда произошло с фильмом, как «одну из величайших несправедливостей в истории кинематографа», которая разрушила карьеры Чимино и Кристофферсона после нападок уничтожающей критики. Позже фильм был показан на нью-йоркском кинофестивале, где его встретили овациями.
В марте 2013 года фильм снова был показан на Фильмо-Форуме в Нью-Йорке. Кинокритик Манола Даргис написала, что это «второе пришествие … осветлило замутнённое, легендарное произведение искусства».
В 2015 году Николас Барбер на сайте BBC написал: «…так велики „Врата рая“, совершенны, замечательны, что это уму непостижимо, как кто-либо мог ругать их раньше и называть катастрофой». Размышляя об изображении отрицательного отношения к иммигрантам в этом фильме, он пишет: «Однако, возможно, „Врата Рая“ были невозможным кино в 1980 году, но стали самым актуальным фильмом в 2015 году.»